# Bolivijski crveni urlikavac
Bolivijski crveni urlikavac (lat. Alouatta sara) je vrsta primata iz porodice hvataša, endem je Bolivije. Nastanjuje kišne šume do 1000 metara nadmorske visine.

## Izgled
Bolivijski crvenoruki urlikavac dosta je sličan venezuelanskom crvenom urlikavcu, koji mu je srodan. Krzno mu je smećkasto-crvene boje, dok su udovi i glava nešto tamniji i crvenkastiji. Tijelo mu je poprilično zdepasto građeno, noge i ruke su velike. Rep je uvijen, na donjem dijelu nema dlaka.

## Ponašanje
Arborealna je životinja, i aktivan je tijekom dana. Živi u društvenim skupinama koje su sastavljene od četiri do deset životinja. Te skupine najčešće sadrže jednog (rijetko dva) odraslog mužjaka, nekoliko ženki i mladih majmuna. Biljojed je, hrani se uglavnom listovima, plodovima i cvjetovima.